# الطربوش الفضي (فلم)
الطربوش الفضي (بالإنجليزية: The Silver Fez) هو فيلم وثائقي أنتج في جنوب أفريقيا وصدر في سنة 2009.

## وصلات خارجية
- مقالات تستعمل روابط فنية بلا صلة مع ويكي بيانات